# E119 (trasa europejska)
E119 – trasa europejska bezpośrednia północ-południe, biegnąca z Moskwy w Rosji do Astary na granicy z Iranem w Azerbejdżanie.

## Przebieg trasy
- Rosja: Moskwa, Wołgograd, Astrachań, Machaczkała
- Azerbejdżan: Siazan, Baku, Alyat, Lenkoran.